# Guanabacoa
Guanabacoa est l'une des quinze municipalités de la ville de La Havane à Cuba.
Avec 889 habitants/km2, elle a la plus faible densité des municipalités havanaises, totalisant 112 964 habitants pour 127 km2.

## Personnalités nées à Guanabacoa
- José de Armas y Cárdenas, écrivain